# マンニトール-1-ホスファターゼ
マンニトール-1-ホスファターゼ(Mannitol-1-phosphatase、EC 3.1.3.22)は、以下の化学反応を触媒する酵素である。
D-マンニトール-1-リン酸 + 水{\displaystyle \rightleftharpoons }D-マンニトール + リン酸
従って、この酵素の基質はD-マンニトール-1-リン酸と水の2つ、生成物はD-マンニトールとリン酸の2つである。
この酵素は加水分解酵素に分類され、特にリン酸モノエステル結合に作用する。系統名は、D-マンニトール-1-リン酸 ホスホヒドロラーゼ(D-mannitol-1-phosphate phosphohydrolase)である。フルクトース及びマンノースの代謝に関与している。